# جزيرة وولف
جزيرة الذئب أو جزيرة وولف هي جزيرة صغيرة توجد في أرخبيل غالاباغوس.
تبلغ مساحة الجزيرة 1.3 كم2 ، في حين يبلغ الارتفاع الأعظمي لها عن مستوى سطح البحر 253 م.
سميت الجزيرة بهذا الاسم نسبة إلى الجيولوجي الألماني ثيودور فولف Theodor Wolf. كان الاسم السابق للجزيرة وينمان Wenman Island 

## الحياة البرية
- جزيرة الذئب هي جزء من الحديقة الوطنية غالاباغوس ، ومع ذلك ، فإنه لا يمكن الوصول إلى أراضيها إلا بالغواصين مثل جارتها داروين.والحياة البحرية تشمل  : القرش المطرقة ، قرش غلاباغوس وفي بعض الأحيان قرش الحوت ، فضلا عن السلاحف الخضراء ، راي المانتا وغيرها من أسماك السطح .
- أما طيور الجزيرة فهي وفيرة بكل من فرقاطات ويوجد طائر الأطيش الأحمر القدمين ومصاص الدماء فينش ، فضلا عن الأنواع الأخرى.